# ساماسي
ساماسي، (بالإنجليزية: Samassi)‏، (سردينيا: Samàssi) هي بلدية في مقاطعة جنوب سردينيا في منطقة سردينيا الإيطالية، وتقع على بعد حوالي 35 كيلومترا (22 ميل) شمال غرب كالياري وحوالي 9 كيلومترات (6 ميل) جنوب سانلوري. اعتبارا من 31 ديسمبر 2004 ، كان عدد سكانها 5332 ومساحة 42.2 كيلومتر مربع (16.3 ميل مربع).

## السكان
في سنة 1861 بلغ عدد السكان 2٬509 نسمة، وتطور العدد ليصل في سنة 2011 لـ 5٬321 نسمة.
يظهر هذا المخطط البياني تطور النمو السكاني لـ ساماسي